# Slovenski jezik (revija)
Slovenski jezik (kratica SJ) (COBISS) je bila strokovno-znanstvena revija za jezikoslovje in literarno vedo, ki jo je v letih 1938–1941 izdajalo Slavistično društvo Slovenije v Ljubljani. Revijo so urejali: Anton Bajec, Mirko Rupel, Janez Logar, Jakob Šolar in France Tomšič. V njej so bile objavljene razprave in članki takratnih ustvarjalnih slovenskih slovenistov ter ocene slovenističnih knjig in učbenikov. 